# Charles Yriarte
Charles Yriarte, né le 5 décembre 1832 à Paris et mort à Paris 1er le 6 avril 1898, est un homme de lettres, journaliste et dessinateur français.
D’abord architecte, puis critique d’art, romancier, historien, etc., Yriarte a un peu touché à tout, dans toutes les manifestations de la littérature et des beaux arts.

## Biographie
Issu d’une famille d’origine espagnole, il se découvre très tôt des talents artistiques. À la fin de ses études au collège Bonapartecollège Bonaparte, dans l’institution Dastès, il fait des études d’architecture dans l’atelier de Constant-Dufeux. Au sortir de cet atelier, en 1856, il est nommé inspecteur des asiles impériaux de Vincennes et du Vésinet. Ces fonctions lui laissant la libre disposition de la plus grande partie de son temps, il commence à se faire connaitre en envoyant des articles et des dessins à divers journaux illustrés français et étrangers. La suppression de son poste l’oriente dans sa véritable voie, celle de publiciste, voyageur, dessinateur et critique d’art.
D’abord correspondant pittoresque et militaire pour le Monde illustré, il se joint, en 1859, à l'état-major du corps d’armée espagnol mené par Leopoldo O'Donnell pendant l’expédition du Maroc, puis au Siège de Gaète et se fait remarquer pour la série d’articles et de dessins qu’il envoie à son magazine. De retour en France, après ces deux campagnes, il renonce à ses fonctions administratives pour se consacrer exclusivement à ses occupations littéraires et artistiques, et obtient la direction effective du Monde illustré, dont il dirige également la partie artistique, et dont il deviendra directeur en chef jusqu’en 1871. 
En 1860, il fait une nouvelle série de reportages en Italie, où il se joint aux troupes de Garibaldi en Sicile, et visite l’Ombrie et les Marches, qui se sont séparées des États de l’Église pour intégrer le royaume d'Italie. En 1862-1863, il devient inspecteur des travaux du nouvel Opéra de Paris, comme architecte sous les ordres de Charles Garnier. Parallèlement, il contribue à la fois sous forme d’articles et d’illustrations au Figaro, à La Vie parisienne, au Grand Journal, et à divers journaux étrangers, comme, soit sous son nom, soit sous les pseudonymes de « Junior » ou de « marquis de Villemer », emprunté au roman de George Sand (1864). Les portraits qu’il a publiés sous le nom du marquis de Villemer ont particulièrement été appréciés.

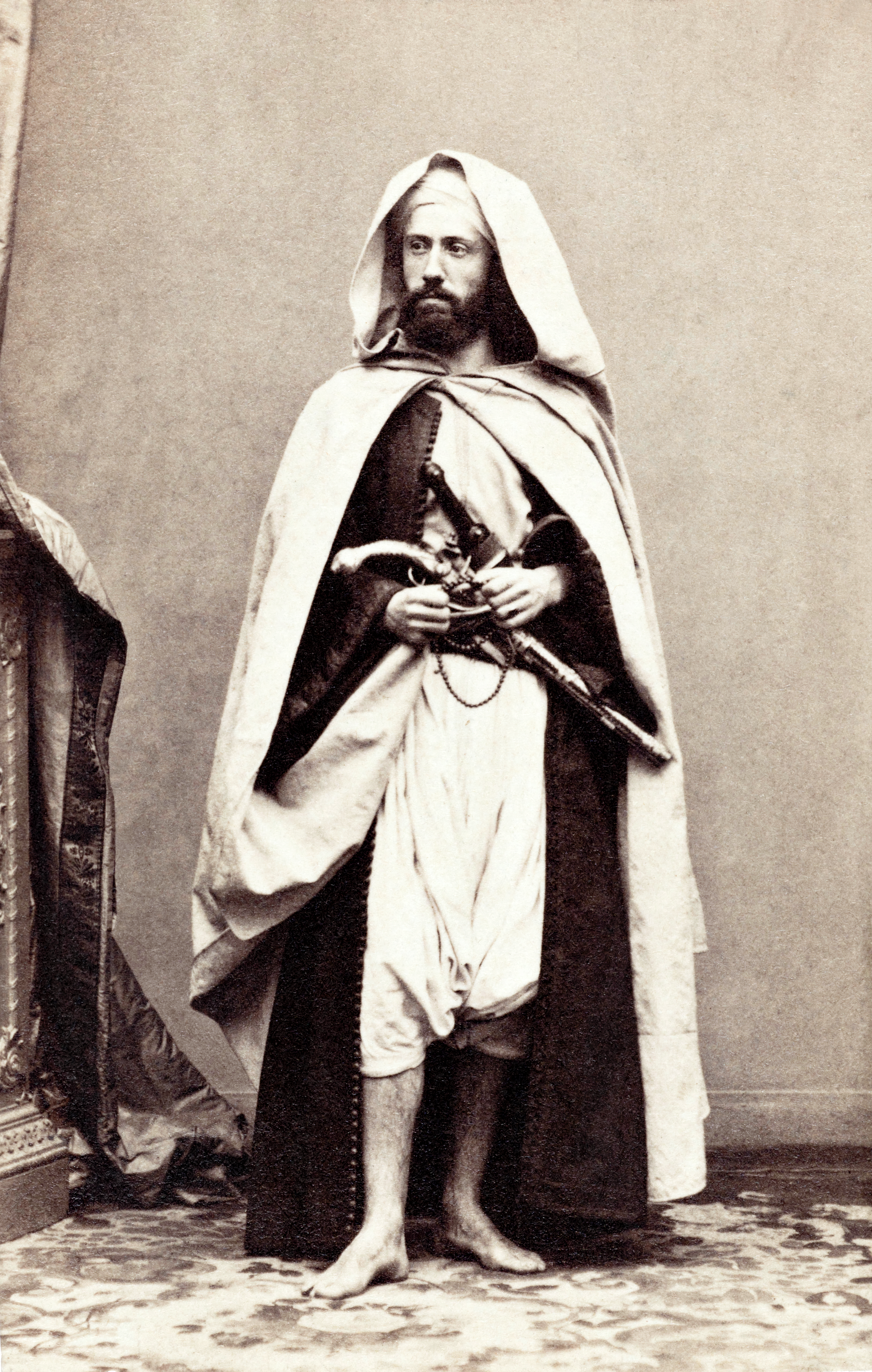
En costume arabe au Maroc en 1859.

En 1871, il est l’un des secrétaires particuliers du général Vinoy, devenu Gouverneur militaire de Paris, après la démission forcée du général Trochu, consécutive à la défaite de Buzenval du 20 janvier 1871. En 1874, après deux ans de collaboration avec Edmond About au XIXe siècle, repris du gout des voyages, il parcourt l’Istrie et la Dalmatie, dont aucun écrivain français ne s’était occupé depuis Charles Nodier et, en 1875, il visite le Monténégro, encore moins exploré. L’année suivante, il se rend dans les Balkans et publie de nombreux articles dans le Temps, la Revue des Deux Mondes, le XIXe siècle. Ces publications ont été particulièrement précieuses à la veille de la guerre serbo-turque de 1876-1878, qui devait s’étendre à tout l’Orient européen.
En 1879, rentré dans les fonctions administratives, Jules Ferry le nomme spontanément inspecteur des Beaux-Arts. En cette qualité, il a pris une grande part à l’organisation des grandes sections de l’Histoire du travail et des arts plastiques à l’Exposition universelle de 1889. À la suite de ces travaux, il est promu au grade d’officier de la Légion d’honneur, dont il était déjà chevalier, depuis 1877, et nommé inspecteur général des Beaux-Arts, en 1894.
De 1893 à 1896, il effectue de longs séjours à Mantoue, puis à Florence. Candidat à l’Académie des Beaux-Arts en 1896, il obtient 18 voix, et n’aurait manqué d’être élu à une prochaine vacance, sans une mort soudaine, après quelques jours de maladie, qui l’a privé de la seule distinction qu’il ait vraiment désirée. Il a également traduit plusieurs ouvrages de l’espagnol. Il a publié des portraits parisiens, des livres de voyage et des biographies d'artistes, dont certaines ont fait l'objet de luxueuses éditions. Il a également été le conseiller et le conservateur artistique du collectionneur Richard Wallace.
Mort presque subitement, des suites d’une rapide pneumonie, il a été, à l’issue d’obsèques célébrées en l’église de la Madeleine, inhumé au cimetière de Montmartre

## Publications notoires
- La Société espagnole : Le Soldat. L'Artiste. L'Industriel. L'Artisan. La critique française en Espagne, Paris, Dramard-Baudry, 1861, 275 p., in-16 (OCLC 1176791843, lire en ligne sur Gallica).
- Sous la tente : Souvenirs du Maroc, récits de guerre et de voyage, Paris, 1863 (lire en ligne).
- Les cercles de Paris : 1828-1864 (ill. l’auteur), Paris, Dupray de la Mahérie, 1864, 311 p., 1 vol. ; in-8º (lire en ligne sur Gallica).
- [Marquis de Villemer], Portraits parisiens, Paris, Édouard Dentu, 1865, 384 p., ill. ; in-18 (OCLC 43861699, lire en ligne sur Gallica).
- Album du Grand Journal (ill. 300 dessins par Bocourt, Cham, Couverchel, Decamps, Deroy, Durand-Brager, Gustave Doré, Gustave Janet, Lix, Marcellin, de Montaut, Eugène Édouard Joseph Morin (d), Riou, Émile Rouargue (d), Thérond, Félix Thorigny (d), Charles Yriarte), Paris, 1865 (lire en ligne sur Gallica).
- Les Femmes qui s'en vont : études de Parisiennes, 1867.
- Goya : sa biographie, les fresques, les toiles, les tapisseries, les eaux-fortes et le catalogue de l'œuvre,, Paris, 1867 (lire en ligne).
- Paris grotesque : les célébrités de la rue (1815-1863), Paris, 1868 (lire en ligne).
- [marquis de Villemer] (ill. Morin), Nouveaux Portraits parisiens, Paris, Lacroix, 1869, 234 p., frontisp., pl. in-16 (OCLC 43861699, lire en ligne).
- Les Tableaux de la guerre, Paris, 1870 (lire en ligne sur Gallica).
- Les Portraits cosmopolites, Paris, 1870 (lire en ligne sur Gallica).
- Campagne de France (1870-1871) : la retraite de Mézières effectuée par le 13e corps d'armée aux ordres du général Vinoy, Paris, 1871 (lire en ligne sur Gallica).
- Les Prussiens à Paris et le 18 mars, Paris, 1871 (lire en ligne sur Gallica).
- Les Princes d'Orléans (ill. Charles-Jules Robert, gravures), Paris, 1872 (lire en ligne sur Gallica).
- Le Puritain : scènes de la vie parisienne. Théâtre de salon : la Femme qui s'en va, 1873.
- La Vie d’un patricien de Venise au seizième siècle : Les doges. La charte ducale. Les femmes à Venise. L’Université de Padoue. Les préliminaires de Lépante, etc., d'après les papiers d’État des Archives de Venise, Paris, E. Plon, 1874, portr., 24 cm (OCLC 3680004, lire en ligne). — Considéré comme son grand œuvre, cet ouvrage a reçu le prix Thérouanne de l'Académie française en 1875.
- Bosnie-et-Herzégovine : souvenirs de voyage pendant l'insurrection, Paris, 1876 (lire en ligne).
- L'Istrie et la Dalmatie, 1874.
- (it) Trieste e l'Istria, Milano, Fratelli Treves, 1875 (lire en ligne).
- Les Bords de l'Adriatique et le Monténégro : : Venise, l'Istrie, le Quarnero, la Dalmatie, le Monténégro et la rive italienne, Paris, Hachette et Cie, 1878 (lire en ligne sur Gallica).
- Venise : histoire, art, industrie, la ville, la vie, Paris, 1878 (lire en ligne sur Gallica).
- La Femme qui s'en va, comédie en un acte, théâtre du Vaudeville, 13 juin 1879.
- Florence : l’Histoire, les Médicis, les humanistes, les lettres, les arts, 1881
- Histoire de Paris : ses transformations successives, 1882.
- Un condottiere au XVe siècle : Rimini, études sur les lettres et les arts à la cour des Malátesta (ill. 200 dessins d’après les monuments du temps), Paris, Jules Rothschild, Georges Chamerot, 1882, xv, 460 p., 28 cm (OCLC 6986707, lire en ligne sur Gallica). — Prix Marcelin Guérin de l’Académie française.
- Françoise de Rimini dans la légende et dans l'histoire, avec vignettes et dessins inédits d'Ingres et d'Ary Scheffer, 1883.
- Jean-François Millet, Paris, 1885 (lire en ligne).
- Matteo Civitali : sa vie et son œuvre, 1886.
- Autour du Concile : souvenirs et croquis d'un artiste à Rome, Paris, 1887 (lire en ligne sur Gallica).
- Paul Véronèse, Paris, Librairie de l’Art, 1888, 78 p., illus., port. pl. 27 cm (OCLC 682303385, lire en ligne).
- César Borgia : sa vie, sa captivité, sa mort, d’après de nouveaux documents des dépôts des Romagnes, de Simancas et des Navarres, Paris, J. Rothschild, 1889, frontisp., pl., portr., 2 vol. 2 (OCLC 609763722, lire en ligne sur Gallica). — prix Vitet de l'Académie française.
- Autour des Borgia : les monuments, les portraits, Alexandre VI, César, Lucrèce, l'épée de César, l'œuvre d'Hercule de Fideli, les appartements Borgia au Vatican, études d'histoire et d'art, 1891.
- Les Fleurs et les Jardins de Paris, couverture de Édouard Loëvy, Paris, Ancienne Maison Quantin, 1893.
- Journal d'un sculpteur florentin au XVe siècle : livre de souvenirs de Maso di Bartolommeo, dit Masaccio, manuscrits conservés à la bibliothèque de Prato et à la Magliabocchiana de Florence, 1894.
- Mantegna : sa vie, sa maison, son tombeau, son œuvre dans les musées et les collections, 1901.